# Wiktor Bukato
Wiktor Cezary Bukato (ur. 25 lutego 1949, zm. 26 lipca 2021) – polski tłumacz i wydawca szczególnie fantastyki, działacz fandomu, także tłumacz przysięgły języka angielskiego i rosyjskiego.

## Życiorys
Absolwent Wyższego Studium Języków Obcych przy Uniwersytecie Warszawskim oraz Instytutu Lingwistyki Stosowanej UW.
W połowie lat 70. nauczyciel języka angielskiego w XVII Liceum Ogólnokształcącym w Warszawie; równocześnie pracownik redakcji anglojęzycznej Polskiego Radia.
Od końca lat 70. działacz OKMFiSF, a następnie Klubu Fantastyki SFan. Współpracownik wydawnictwa Iskry (1982), gdzie stworzył tzw. „serię zeszytową Iskier”. W latach 1983–1990 redaktor w Wydawnictwie Alfa, twórca Biblioteki Fantastyki, w tym, w latach 1989–1990, kierownik redakcji Beta Books, przybudówki Alfy, zajmującej się paperbackowymi wydawnictwami małoformatowymi. Następnie kierownik warszawskiego oddziału wydawnictwa Phantom Press (1991–1992) oraz redaktor naczelny wydawnictwa Alkazar (1992–1995).
Był przewodniczącym Europejskiego Stowarzyszenia Science Fiction i koordynatorem Euroconu 1991 w Krakowie. Do 1990 r. członek Science Fiction Writers of America.
Był autorem rubryki Z ansibla w miesięczniku Fenix oraz wspomnieniowego cyklu Sceny z życia smoków w Miesięczniku ŚKF.

## Życie prywatne
Mieszkał w Rybnie. Żonaty, miał dwoje dzieci.

## Nagrody i wyróżnienia
- Trzykrotny laureat Śląkfy w kategorii Wydawca Roku – za lata 1985, 1986 i 1988[5],
- Nagroda Europejskiego Stowarzyszenia Science Fiction dla najlepszego wydawcy (1990)[potrzebny przypis],
- Nagrody „Karel” (dla najlepszego tłumacza) przyznana w 1987 r. przez World SF[potrzebny przypis].

## Tłumaczenia
- Poul Anderson – Najdłuższa podróż(inne języki)
- James White – Szpital kosmiczny
- Poul Anderson – Nie będzie rozejmu z władcami(inne języki)
- Poul Anderson – Psychodrama(inne języki)
- Poul Anderson – Księżyc łowcy(inne języki)
- Poul Anderson – Wojna skrzydlatych
- J.T. McIntosh – Dziesiąte podejście

## Redakcja
- seria zeszytowa Iskier
- Droga do science fiction
- Don Wollheim proponuje
- Rakietowe dzieci
- Arthur C. Clarke – Gwiazda
- J.T. McIntosh – Dziesiąte podejście
- Steven Weinberg – Sen o teorii ostatecznej
- Stephen Hawking – Czarne dziury i wszechświaty niemowlęce
- Angielski i francuski słownik obrazkowy